# Palo Laziale (stacja kolejowa)
Palo Laziale (włoski: Stazione di Palo Laziale) – przystanek kolejowy w Ladispoli, w prowincji Rzym, w regionie Lacjum, we Włoszech. Stacja znajduje się na linii Piza – Rzym.
Według klasyfikacji RFI posiada kategorię brązową.

## Historia
Przystanek został otwarty w lipcu 1888 wraz z nową linią do Ladispoli, wybudowanej w celu zwiększenia ruchu turystycznego na tym obszarze.
Linia do Ladispoli została zamknięta 26 września 1938, na krótko przed otwarciem zelektryfikowanej linii Livorno-Rzym.

## Opis
Przystanek ma dwa tory, po jednym w każdym kierunku, obsługiwane przez dwa perony boczne połączone kładką. 

## Linie kolejowe
- Piza – Rzym